# スマプラ
スマプラは、CDやBlu-ray/DVDパッケージ商品に収録されたコンテンツをスマートフォンでも視聴できる機能をプラスしたエイベックス・エンタテインメント株式会社が提供するサービス。

## 概要
2015年10月14日、エイベックス・ミュージック・クリエイティヴ株式会社が音楽パッケージ商品の購入者向けの配信サービス「スマプラムービー」「スマプラミュージック」を発表。「スマプラVR」は2017年3月15日より開始する。
サービスは、パッケージのコンテンツを購入者向け専用サイトにアクセスし、パッケージ内に商品に封入されているPINコードを入力すると、ストリーミング再生かダウンロード再生かを選択でき、専用アプリで再生することが可能になる。初回利用時は無料のID登録が必要。スマートフォン、タブレットを利用する場合、専用プレイヤーアプリ「スマプラミュージック」/「スマプラムービー」/「スマプラVR」のインストールが必要となる。
サービスは日本国内専用。有効期間はパッケージ商品の発売日から2年間となる。
「スマプラムービー」対応の第1弾は2015年12月16日に三代目 J Soul Brothers from EXILE TRIBEのライブBlu-ray/DVD『三代目J Soul Brothers LIVE TOUR 2015「BLUE PLANET」』。

## スマプラムービー
- Blu-ray/DVDに収録された映像がスマートフォン、タブレットでも視聴できる機能をプラスしたBlu-ray/DVD商品。
- 専用プレイヤーアプリ「スマプラムービー」のインストールが必要となる。
- 「スマプラフォト」の閲覧も可能。

## スマプラミュージック
- CDに収録された楽曲がPC、スマートフォン、タブレットでも聴くことができる機能をプラスしたCD商品。
- スマートフォン、タブレットを利用する場合、専用プレイヤーアプリ「スマプラミュージック」のインストールが必要となる。

## スマプラVR
- VRコンテンツをダウンロードしたスマートフォン、タブレットを、付属のVRゴーグルにセットして360度のVRコンテンツサービス。
- 専用プレイヤーアプリ「スマプラVR」のインストールが必要となる。

## スマプラフォト
- PC、スマートフォン、タブレットでデジタルフォトブックを閲覧できるサービス[4]。
- PCはブラウザ、スマートフォン/タブレットを利用する場合は「スマプラムービーアプリ」で閲覧できる。